# Planetella shawi
Planetella shawi är en tvåvingeart som först beskrevs av Ephraim Porter Felt 1913.  Planetella shawi ingår i släktet Planetella och familjen gallmyggor.
Artens utbredningsområde är New Hampshire. Inga underarter finns listade i Catalogue of Life.